# José Gabriel da Silva Lima
José Gabriel da Silva Lima Filho (25 de dezembro de 1835 — 4 de julho de 1917) foi um engenheiro e político brasileiro.
Engenheiro agrônomo, foi encarregado de obras de medição para implementação da colônia de Ijuí, abrindo a Picada Conceição, em 1884.
Foi eleito  deputado estadual, à 21ª Legislatura da Assembleia Legislativa do Rio Grande do Sul, de 1891 a 1895. Intendente de Cruz Alta, liderou a defesa da cidade, na Revolução Federalista, tendo participado do Combate do Umbu.